# Anaulacomera antillarum
Anaulacomera antillarum är en insektsart som beskrevs av Brunner von Wattenwyl 1893. Anaulacomera antillarum ingår i släktet Anaulacomera och familjen vårtbitare. Inga underarter finns listade i Catalogue of Life.